# Alexander Baring (1er baron Ashburton)
Pour les articles homonymes, voir Alexander Baring, Baring et Ashburton.
Alexander Baring (27 octobre 1774 – 13 mai 1848, Longleat) est un financier et homme politique britannique.

## Biographie
Fils de Francis Baring, 1er baronnet, il débute dans l'entreprise de son père, et devient associé à Hope & Co.
En 1794, il est envoyé aux États-Unis pour des transactions foncières diverses et formé des liens avec des maisons américaines. En 1807, Alexandre devient associé dans l'entreprise familiale, avec ses frères Thomas Baring et Henry Baring, et la raison sociale a été changée pour Baring Brothers & Co. Après la mort d'Henry Hope en 1811, les bureaux londoniens de Hope & Co fusionne avec Baring Brothers & Cie.
Gendre de William Bingham et d'Anne Willing, il est le père de Bingham Baring et de Francis Baring (3e baron Ashburton), et le beau-père de Henry Thynne (3e marquis de Bath).
Il siège au Parlement pour les comtés de Taunton de 1806 à 1826, Callington de 1826 à 1831, Thetford de 1831 à 1832 et enfin pour Essex-Nord de 1832 à 1835. Il occupe le poste de Master of the Mint (en) et de Président du Board of Trade entre 1834 et 1835 et est membre du Conseil privé.
À la retraite de Robert Peel, il est créé Baron Ashburton le 10 avril 1835, un titre précédemment détenu par John Dunning. En 1842, il est de nouveau envoyé en Amérique, et la même année conclu le Traité Webster-Ashburton. En dépit de son attitude antérieure, Lord Ashburton désapprouve le libre-échange promu par Peel et s'oppose au Bank Charter Act de 1844.

## Amateur d'arts
Il acquiert le tableau de Gilbert Stuart Newton Lear, Cordelia et le médecin.
Il a été administrateur du British Museum et de la National Gallery.

## Sources
- (en) Cet article est partiellement ou en totalité issu de l’article de Wikipédia en anglais intitulé « Alexander Baring, 1st Baron Ashburton » (voir la liste des auteurs).